# Юрий Завадски
Юрий Александрович Завадски (30 юни 1894 – 5 април 1977) е съветски драматичен актьор и режисьор, народен артист на СССР (1948), педагог, професор. Член на КПСС от 1944 г. От 1940 г. е главен режисьор на театър „Моссъвет“. Носител е на Държавна награда на СССР през 1946 и 1951 г. и на Ленинска премия през 1965 г.

## Постановки
- „Нашествие“ – Леонид Леонов;
- „Отело“ – Уилям Шекспир;
- „Ураганът“ – Владимир Бил-Белоцерковски;
- „Петербургски сънища“ по романа „Престъпление и наказание“ – Фьодор Достоевски;